# Tonga na Letnich Igrzyskach Olimpijskich 2016
Tonga na Letnich Igrzyskach Olimpijskich 2016 w Rio de Janeiro, reprezentowało siedmiu zawodników. Był to 9. start reprezentacji Tonga na letnich igrzyskach olimpijskich. Najmłodszy reprezentant Tonga Jensen Hans Arne ma 18 lat, natomiast najstarszy Pita Taufatofua, który jest chorążym reprezentacji, i odpadł po przegranej 1-16 ma 32 lata. Reprezentacja nie zdobyła żadnych medali.

## Łucznictwo
| Zawodnik    | Konkurencja             | Eliminacje | Eliminacje | 1/32                | 1/16             | 1/8              | Ćwierćfinał      | Półfinał         | Finał            | Finał   |
| Zawodnik    | Konkurencja             | Punkty     | Miejsce    | Przeciwnik Wynik    | Przeciwnik Wynik | Przeciwnik Wynik | Przeciwnik Wynik | Przeciwnik Wynik | Przeciwnik Wynik | Miejsce |
| ----------- | ----------------------- | ---------- | ---------- | ------------------- | ---------------- | ---------------- | ---------------- | ---------------- | ---------------- | ------- |
| Arne Jensen | Mężczyźni Indywidualnie | 604        | 61         | van den Berg L 3–7  | NQ               | NQ               | NQ               | NQ               | NQ               | 33.     |
| Wang Dapeng | Mężczyźni Indywidualnie | 559        | 63         | Chang Hye-jin L 0–6 | NQ               | NQ               | NQ               | NQ               | NQ               | 33.     |

## Pływanie
| Zawodniczka    | Konkurencja          | Eliminacje | Eliminacje | Półfinał | Półfinał | Finał | Finał   | Pozycja |
| Zawodniczka    | Konkurencja          | Czas       | Miejsce    | Czas     | Miejsce  | Czas  | Miejsce | Pozycja |
| -------------- | -------------------- | ---------- | ---------- | -------- | -------- | ----- | ------- | ------- |
| Amini Fonua    | 100 m st. klasycznym | 1:06,40    | 45.        | NQ       | NQ       | NQ    | NQ      | NQ      |
| Irene Prescott | 50 m st. dowolnym    | 28,68      | 61.        | NQ       | NQ       | NQ    | NQ      | NQ      |

## Taekwondo
| Zawodnik        | Konkurencja | 1/8                   | Ćwierćfinał      | Półfinał         | Repasaż 1        | Repasaż 2        | Finał            | Pozycja |
| Zawodnik        | Konkurencja | Przeciwnik Wynik      | Przeciwnik Wynik | Przeciwnik Wynik | Przeciwnik Wynik | Przeciwnik Wynik | Przeciwnik Wynik | Pozycja |
| --------------- | ----------- | --------------------- | ---------------- | ---------------- | ---------------- | ---------------- | ---------------- | ------- |
| Pita Taufatofua | +80 kg      | Sajjad Mardani P 1:16 | NQ               | NQ               | NQ               | NQ               | NQ               | 17.     |

## Lekkoatletyka
Na Igrzyska Olimpijskie w Rio de Janeiro Tonga wysłała dwóch zawodników (jedną kobietę, jednego mężczyznę).
| Zawodnik        | Konkurencja    | Eliminacje | Eliminacje | Ćwierćfinał | Ćwierćfinał | Półfinał | Półfinał | Finał | Finał   |
| Zawodnik        | Konkurencja    | Wynik      | Pozycja    | Wynik       | Pozycja     | Wynik    | Pozycja  | Wynik | Pozycja |
| --------------- | -------------- | ---------- | ---------- | ----------- | ----------- | -------- | -------- | ----- | ------- |
| Siueni Filimone | 100 m mężczyzn | 10,76      | 2. Q       | DNS         | DNS         | NQ       | NQ       | NQ    | NQ      |
| Taina Halasima  | 100 m kobiet   | 12,80      | 6.         | NQ          | NQ          | NQ       | NQ       | NQ    | NQ      |